# Yakiudon
Le yakiudon (焼きうどん ou 焼き饂飩, udon frits) est un plat japonais composé d'udon mélangés à une sauce à base de soja, de viande (généralement du porc) et des légumes. Il est similaire au yakisoba, qui fait appel à une technique de cuisson similaire avec des nouilles de blé de type ramen.

## Histoire
Après la Seconde Guerre mondiale, Yujiro Benno, originaire de Kokura (Kitakyusyu maintenant), gère un restaurant daruma-dou selon l'exemple des yakisoba du Kansai en y ajoutant de la sauce. Mais il n'y avait alors que peu de soba disponibles et il utilisa donc à la place des hoshiudon. Yujiro Benno est mort en 2005, mais sa femme, qui a travaillé avec lui pendant plus de 60 ans (2009), a utilisé les mêmes hoshiudon.